# Lucilla scintilla
Lucilla scintilla е вид коремоного от семейство Helicodiscidae.

## Разпространение
Видът е разпространен в Северна Америка, Чехия и Словакия.